# 양쉬
양쉬(중국어: 杨旭, 병음: Yang Xu, 1988년 2월 12일 ~ )은 중국의 축구 선수였다.

## 축구인 경력

### 선수 경력
2005년 랴오닝 훙윈 성인 팀 입단에 성공하며 프로 무대에 데뷔하였으며 4월 16일 상하이 선화와의 경기에 출전하여 리그에 데뷔하였다. 팀은 패배하였으나 준수한 활약을 펼쳐 다음 경기에도 그라운드를 밟았였으며 1달 후 벌어진 선전 젠리바오와의 경기에서 첫 득점을 기록하였다. 시즌이 끝날 때까지 11경기에 출전하여 3골을 성공시켰으며 이어진 2006 시즌엔 20경기에 출전하며 점점 입지를 넓혀가기 시작하였다. 팀이 강등된 2009년엔 2부 리그 23경기에 출전하여 15골을 넣는 득점력을 과시하여 팀을 다시 중국 슈퍼리그로 승격시키는 데 공헌하였다. 2010 시즌에도 주전 공격수로 활약하며 11골을 기록하였다.

### 국가대표 경력
2009년 1월 A매치 데뷔전을 치렀으나 이후 재발탁되지 못하다가 2010년 리그에서의 활약을 바탕으로 다시 대표팀에 소집되었다. 베트남과의 2011년 AFC 아시안컵 예선 경기에서 대표팀 첫 득점을 기록했고 2011년 7월 23일 라오스와의 2014년 FIFA 월드컵 아시아 지역 2차 예선 1차전 경기에서 해트트릭을 기록하였다.

## 통계

### 클럽 통계
2016년 10월 30일 기준
| 클럽        | 클럽        | 클럽        | 리그 | 리그 | 컵   | 컵   | 리그컵 | 리그컵 | 대륙 | 대륙 | 기타 | 기타 | 총합 | 총합 |
| 시즌        | 구단        | 디비전      | 출장 | 득점 | 출장 | 득점 | 출장   | 득점   | 출장 | 득점 | 출장 | 득점 | 출장 | 득점 |
| 중국        | 중국        | 중국        | CSL  | CSL  | FA컵 | FA컵 | CSL컵  | CSL컵  | ACL  | ACL  | 기타 | 기타 | 총합 | 총합 |
| ----------- | ----------- | ----------- | ---- | ---- | ---- | ---- | ------ | ------ | ---- | ---- | ---- | ---- | ---- | ---- |
| 2005        | 랴오닝 훙윈 | 1부         | 11   | 3    | 0    | 0    | 0      | 0      | -    | -    | -    | -    | 11   | 3    |
| 2006        | 랴오닝 훙윈 | 1부         | 20   | 3    | 0    | 0    | -      | -      | -    | -    | -    | -    | 20   | 3    |
| 2007        | 랴오닝 훙윈 | 1부         | 19   | 0    | -    | -    | -      | -      | -    | -    | -    | -    | 19   | 0    |
| 2008        | 랴오닝 훙윈 | 1부         | 14   | 3    | -    | -    | -      | -      | -    | -    | -    | -    | 14   | 3    |
| 2009        | 랴오닝 훙윈 | 2부         | 23   | 15   | -    | -    | -      | -      | -    | -    | -    | -    | 23   | 15   |
| 2010        | 랴오닝 훙윈 | 1부         | 27   | 11   | -    | -    | -      | -      | -    | -    | -    | -    | 29   | 9    |
| 2011        | 랴오닝 훙윈 | 1부         | 29   | 9    | 0    | 0    | -      | -      | -    | -    | -    | -    | 29   | 9    |
| 2012        | 랴오닝 훙윈 | 1부         | 28   | 8    | 4    | 2    | -      | -      | -    | -    | -    | -    | 32   | 10   |
| 2013        | 산둥 루넝   | 1부         | 22   | 4    | 1    | 0    | -      | -      | -    | -    | -    | -    | 23   | 4    |
| 2014        | 산둥 루넝   | 1부         | 7    | 0    | 0    | 0    | -      | -      | 2    | 0    | -    | -    | 9    | 0    |
| 2014        | 창춘 야타이 | 1부         | 11   | 2    | 0    | 0    | -      | -      | -    | -    | -    | -    | 11   | 2    |
| 2015        | 산둥 루넝   | 1부         | 28   | 7    | 4    | 2    | -      | -      | 5    | 6    | 0    | 0    | 37   | 15   |
| 2016        | 산둥 루넝   | 1부         | 17   | 3    | 1    | 0    | -      | -      | 8    | 4    | -    | -    | 26   | 7    |
| 2017        | 산둥 루넝   | 1부         |      |      |      |      | -      | -      |      |      | -    | -    |      |      |
| 커리어 통산 | 커리어 통산 | 커리어 통산 | 256  | 28   | 10   | 4    | 0      | 0      | 15   | 10   | 0    | 0    | 281  | 82   |

### 국가대표 통계
2016년 3월 24일 기준
| #  | 날짜             | 상대           | 장소                                             | 득점 | 결과 | 대회            |
| -- | ---------------- | -------------- | ------------------------------------------------ | ---- | ---- | --------------- |
| 1  | 2010년 1월 17일  | 베트남         | 베트남 하노이 미딘 국립경기장                    | 1-0  | 2-1  | 아시안컵 예선   |
| 2  | 2010년 11월 17일 | 라트비아       | 중국 쿤밍 시 뚸둥 경기장                         | 1-0  | 1-0  | 친선 경기       |
| 3  | 2010년 12월 18일 | 에스토니아     | 중국 주하이 시 주하이 스포츠 센터                | 3-0  | 3-0  | 친선 경기       |
| 4  | 2011년 3월 29일  | 온두라스       | 중국 우한시 우한 스포츠 센터                     | 2-0  | 3-0  | 친선 경기       |
| 5  | 2011년 3월 29일  | 온두라스       | 중국 우한시 우한 스포츠 센터                     | 3-0  | 3-0  | 친선 경기       |
| 6  | 2011년 7월 23일  | 라오스         | 중국 쿤밍 시 뚸둥 경기장                         | 1-2  | 7-2  | 월드컵 2차 예선 |
| 7  | 2011년 7월 23일  | 라오스         | 중국 쿤밍 시 뚸둥 경기장                         | 3-2  | 7-2  | 월드컵 2차 예선 |
| 8  | 2011년 7월 23일  | 라오스         | 중국 쿤밍 시 뚸둥 경기장                         | 4-2  | 7-2  | 월드컵 2차 예선 |
| 9  | 2011년 7월 28일  | 라오스         | 라오스 비엔티안 라오스 신국립경기장              | 6-1  | 6-1  | 월드컵 2차 예선 |
| 10 | 2013년 7월 28일  | 오스트레일리아 | 대한민국 서울 서울올림픽주경기장                 | 3-1  | 4-3  | 동아시안컵      |
| 11 | 2013년 9월 11일  | 말레이시아     | 중국 톈진시 톈진 올림픽 스포츠 센터              | 2-0  | 2-0  | 친선 경기       |
| 12 | 2014년 9월 4일   | 쿠웨이트       | 중국 안산 시 안산 스포츠 센터                    | 1-1  | 3-1  | 친선 경기       |
| 13 | 2014년 10월 10일 | 태국           | 중국 우한시 우한 스포츠 센터                     | 3-0  | 3-0  | 친선 경기       |
| 14 | 2014년 12월 14일 | 키르기스스탄   | 중국 천저우 시 천저우 스포츠 센터                | 3-0  | 4-0  | 친선 경기       |
| 15 | 2014년 12월 14일 | 키르기스스탄   | 중국 천저우 시 천저우 스포츠 센터                | 4-0  | 4-0  | 친선 경기       |
| 16 | 2014년 12월 17일 | 키르기스스탄   | 중국 칭위안 시 에버그란데 축구구장               | 2-0  | 2-0  | 친선 경기       |
| 17 | 2015년 1월 3일   | 오만           | 오스트레일리아 캠벨타운 캠벨타운 스포츠 스타디움 | 4-1  | 4-1  | 친선 경기       |
| 18 | 2015년 3월 27일  | 아이티         | 중국 창사 시 허롱 체육장                         | 1-1  | 2-2  | 친선 경기       |
| 19 | 2015년 6월 16일  | 부탄           | 부탄 팀푸 창리미탕 스타디움                      | 1-0  | 6-0  | 월드컵 2차 예선 |
| 20 | 2015년 6월 16일  | 부탄           | 부탄 팀푸 창리미탕 스타디움                      | 3-0  | 6-0  | 월드컵 2차 예선 |
| 21 | 2015년 6월 16일  | 부탄           | 부탄 팀푸 창리미탕 스타디움                      | 5-0  | 6-0  | 월드컵 2차 예선 |
| 22 | 2015년 12월 12일 | 부탄           | 중국 창사 시 허롱 체육장                         | 2-0  | 12-0 | 월드컵 2차 예선 |
| 23 | 2015년 12월 12일 | 부탄           | 중국 창사 시 허롱 체육장                         | 4-0  | 12-0 | 월드컵 2차 예선 |
| 24 | 2015년 12월 12일 | 부탄           | 중국 창사 시 허롱 체육장                         | 6-0  | 12-0 | 월드컵 2차 예선 |
| 25 | 2015년 12월 12일 | 부탄           | 중국 창사 시 허롱 체육장                         | 8-0  | 12-0 | 월드컵 2차 예선 |
| 26 | 2016년 3월 24일  | 몰디브         | 중국 우한시 우한 스포츠 센터                     | 2-0  | 4-0  | 월드컵 2차 예선 |

## 수상

### 클럽 수상

#### 랴오닝 훙윈
- 중국 갑급리그
  - 우승 1회: 2009

#### 산둥 루넝 타이산
- 중국 FA 슈퍼컵
  - 우승 1회: 2015

### 국가대표 수상

#### 중국 축구 국가대표팀
- EAFF 동아시안컵
  - 우승 1회: 2010

#### 중국 U-17 축구 국가대표팀
- AFC U-16 축구 선수권 대회
  - 우승 1회: 2004